# II. Luftwaffen-Feldkorps
O II. Luftwaffen-Feldkorps foi um Corpo de Campo da Luftwaffe que atuou durante a Segunda Guerra Mundial. Foi formado no mês de Outubro de 1942 em Gurki bei Newel a partir do Luftwaffenverband Schlemm.

## Comandante
- General Alfred Schlemm - 1 de Outubro de 1942 - 3 de Dezembro de 1943[1]

## Chef des Stabs
| Oberst Franz Reuß             | Novembro de 1942 - 25 de Agosto de 1943 |
| Oberst Karl-Heinz von Hofmann | 24 de Agosto de 1943 - Janeiro de 1944  |

Esteve subordinado ao Gruppe Chevallerie (LIX.AK) no período entre Novembro de 1942 até Janeiro de 1943, e ao 3º Exército Panzer entre Fevereiro de 1943 até Novembro de 1943.
Operou na área de Nevel (Stab at Gurki) até Novembro de 1943, sendo então movida para a Itália. No mês de Janeiro de 1944 foi renomeado I. Fallschirmkorps.

## Ordem de Batalha

### Korpstruppen
- Luftwaffen-Korps-Nachrichten-Abteilung 2[1]
- Aufklärungs-Kompanie Luftwaffen-Feldkorps II
- Wach-Kompanie Luftwaffen-Feldkorps II
- Feldgendarmerie-Truppe Luftwaffen-Feldkorps II

### Divisões
As seguintes Divisões serviram ao Corpo durante a guerra:
| Data    | Unidades                                   |
| ------- | ------------------------------------------ |
| 5.11.42 | 4. LwFD                                    |
| 1.12.42 | 4. LwFD                                    |
| 1.1.43  | 6. LwFD, 4. LwFD                           |
| 3.2.43  | 6. LwFD, 2. LwFD, 3. LwFD, 4. LwFD         |
| 4.3.43  | 6. LwFD, 2. LwFD, 3. LwFD, 4. LwFD         |
| 9.4.43  | 6. LwFD, 2. LwFD, 3. LwFD, 4. LwFD         |
| 1.5.43  | 6. LwFD, 2. LwFD, 3. LwFD, 4. LwFD         |
| 1.6.43  | 2. LwFD, 6. LwFD, 3. LwFD, 4. LwFD         |
| 7.7.43  | 2. LwFD, 6. LwFD, 3. LwFD, 4. LwFD         |
| 5.8.43  | 2. LwFD, 6. LwFD, 3. LwFD, 4. LwFD, 87. ID |
| 5.9.43  | 2. LwFD, 6. LwFD, 3. LwFD, 4. LwFD         |
| 4.10.43 | 2. LwFD, 6. LwFD, 3. LwFD, 4. LwFD         |
| 8.11.43 | 3. LwFD, 4. LwFD                           |